# Élections législatives japonaises de 2009

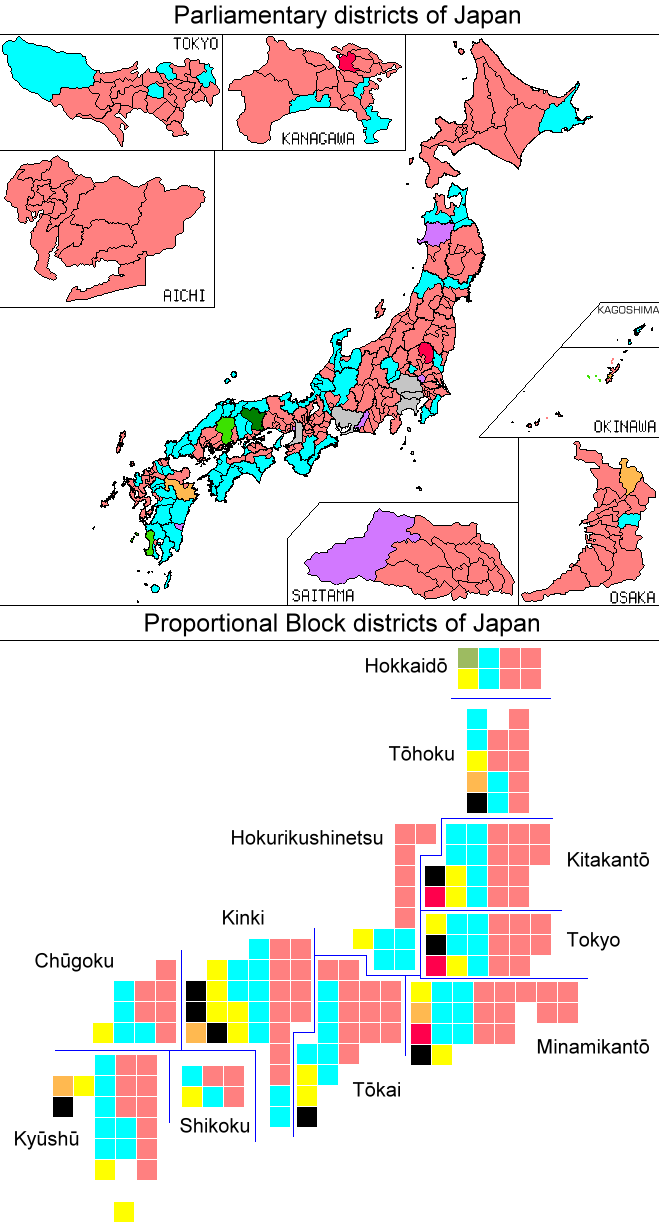
Carte des circonscriptions remportées par parti :
■ - PDJ
■ - PLD
■ - NPP
■ - SDP
■ - VP
■ – NK
■ – PCJ
■ - NPN
■ - NPD
■ - Ind.

Les 45e élections à la Chambre des représentants (第45回衆議院議員総選挙, Dai-yonjūgo-kai Shūgiin-giin sōsenkyo) ont eu lieu au Japon le 30 août 2009, un mois avant la fin officielle de la législature issue des précédentes élections de 2005, pour renouveler les 480 élus de la chambre basse de la Diète nationale japonaise.
Le 21 juillet 2009, l'empereur Akihito dissout la Chambre des représentants, sur proposition du premier ministre d'alors, Tarō Asō. Ce dernier a ainsi décidé de ne plus faire reculer la tenue de ces élections à la suite notamment de mauvais résultats obtenus par son parti lors du renouvellement de l'assemblée métropolitaine de Tōkyō le 12 juillet 2009.
Ces élections ont vu une victoire historique de la principale formation politique d'opposition, le Parti démocrate du Japon (PDJ), sur le Parti libéral-démocrate (PLD) qui était au pouvoir presque sans discontinuer depuis 54 ans, à l'exception d'une période de 10 mois entre 1993 et 1994. Le taux de participation fut de 69,29 %, contre 67,51 % en 2005.

## Contexte
Les précédentes élections législatives remontaient à 2005, alors que le PLD, largement victorieux, était encore dirigé par le populaire Premier ministre libéral-démocrate Jun'ichirō Koizumi. Depuis sa démission, le Japon a connu trois autres chefs de gouvernement — Shinzō Abe, Yasuo Fukuda et Tarō Asō — qui se sont révélés impuissants face à la crise économique de 2008-2009.

### La fin de l'hégémonie politique du PLD

Évolution des taux de satisfaction (en bleu) et d'insatisfaction (en rouge) du gouvernement japonais de juillet 2004 à août 2009. Source : NHK Broadcasting Culture Institute

Popularité des partis politiques d'avril 2005 à août 2009 (NHK Broadcasting Culture Research Institute) :
PLD
PDJ
Kōmeitō
PCJ
PSD
Divers
Indépendants

Depuis les élections du 29 juillet 2007 renouvelant la moitié de la Chambre des conseillers, le PLD avait perdu la majorité au sein de la chambre haute de la Diète au profit du principal parti d'opposition, le PDJ, allié à d'autres formations plus petites de centre gauche. Bien que la Chambre des conseillers ait moins de pouvoir que celle des représentants (cette dernière a le dernier mot pour l'élection du Premier ministre et les votes de confiance ou de motion de censure, et peut passer outre au refus de la chambre haute sur un projet ou proposition de loi en le votant à nouveau à la majorité des deux tiers de ses membres), cette victoire des démocrates montrent qu'il est en mesure de contester de manière sérieuse la domination politique du PLD, jusque-là quasiment sans partage.
Le 11 juin 2008, une motion de censure est approuvée par la Chambre des conseillers contre le Premier ministre Yasuo Fukuda. Déposée par le Parti démocrate et par deux autres partis, c'est la première motion de censure votée contre un gouvernement japonais depuis la fin de la Seconde Guerre mondiale. L'attaquant sur sa très impopulaire réforme du système de santé japonais, l'opposition cherchait alors à pousser Fukuda à la démission et réclamait l'organisation d'élections législatives anticipées. Malgré le vote de la confiance au gouvernement par la Chambre des représentants le 12 juin, Fukuda annonce brusquement sa démission le 1er septembre suivant. Tarō Asō lui succède le 22 septembre 2008.
Les médias ont alors émis l'hypothèse que, cherchant à profiter de sa forte cote de popularité, Tarō Asō ne cherche à organiser des élections anticipées aux alentours de novembre 2008. Mais sa popularité s'est effondrée peu après son arrivée au pouvoir, à la suite d'une série de dérapages de la part du nouveau Premier ministre, remettant en doute une interruption de la législature en cours. Divers scandales éclaboussent en parallèle plusieurs leaders du PLD (le ministre des Infrastructures et Transports Nariaki Nakayama, contesté pour des déclarations prônant « l'uniformité ethnique » du Japon qui ont choqué certaines minorités, doit démissionner seulement quatre jours après l'entrée en fonction du gouvernement Asō ; deux autres ministres ont depuis quitté le Cabinet, dont l'influent ministre des Affaires intérieures Kunio Hatoyama à la suite d'un désaccord avec Tarō Asō) et le parti au pouvoir s'enfonce progressivement dans une crise inextricable qui pourrait aller jusqu'à sa disparition totale. Plusieurs observateurs politiques émettaient alors la possibilité de voir se mettre en place au Japon un nouveau système politique, avec alternance entre partis s'opposant sur la manière de diriger le pays mais ne remettant pas en cause le consensus idéologique libéral.
Fin juin 2009, des rumeurs persistaient au sujet d'une dissolution de la Chambre des représentants permettant l'organisation d'un nouveau scrutin en août. La défaite du PLD aux élections métropolitaines de Tōkyō du 12 juillet, du jamais vu depuis 1965, précipite la décision d'Asō qui appelle le lendemain à l'organisation d'élections législatives anticipées pour le 30 août 2009, la dissolution étant officialisée par l'empereur le 21 juillet 2009. Immédiatement après cette annonce une nouvelle crise traverse le PLD, plusieurs membres du gouvernement ou de la direction du parti souhaitant remplacer Tarō Asō par un leader moins impopulaire, certains qualifiant même de « suicide politique » l'idée d'une campagne électorale sous la direction d'Asō. Un tiers du groupe parlementaire libéral-démocrate et plusieurs ministres signent une pétition allant dans ce sens.

### Un PDJ non épargné par les difficultés
Bien qu'en situation favorable dès le début de l'année 2009 (un sondage du Yomiuri réalisé en février fait de son président de l'époque, Ichirō Ozawa, le deuxième choix potentiel des personnes interrogées pour devenir Premier ministre, avec 13,3 % de soutiens, derrière l'ancien chef de gouvernement PLD resté très populaire Jun'ichirō Koizumi, avec 14,4 %, mais loin devant Tarō Asō qui quant à lui ne récolte que 4,7 %), le PDJ connaît pourtant lui aussi son lot d'obstacles et d'embuches.
La principale reste l'arrestation au début du mois de mars, pour avoir accepté illégalement de l'argent d'un grand groupe de construction, du secrétaire en chef d'Ichirō Ozawa, ce qui affaiblit tant ce dernier que l'opposition : des sondages montrent qu'une majorité de Japonais attendent sa démission de la présidence du PDJ, ce qu'il a promis qu'il ferait si les effets de ce scandale devait se révéler réellement handicapant pour le parti en vue des élections législatives, tandis que certains observateurs imputent à cette affaire la contre-performance réalisée par les candidats soutenus par le mouvement à des élections de gouverneur dans les préfectures de Chiba et Akita. Un nouveau sondage réalisé par le Yomiuri Shinbun à la fin du mois d'avril 2009 ne le place plus qu'à la quatrième position des éventuels Premiers ministres avec 6,5 % des personnes interrogées le choisissant, derrière l'éternel préféré des enquêtes d'opinion Jun'ichirō Koizumi (14,8 %), le ministre de la Santé Yoichi Masuzoe (9 %) et le chef du gouvernement en exercice Tarō Asō (7,1 %).
Après un mois d'incertitude, il annonce finalement sa démission de la présidence du PDJ le 11 mai 2009. Toutefois, les parlementaires du parti élisent pour lui succéder le 16 mai son secrétaire Yukio Hatoyama qui a fait preuve jusqu'au bout d'une fidèle sans faille à son égard au point que ses adversaires le considère comme sa « marionnette », et Ichirō Ozawa conserve une influence notable au sein de la direction du parti. Connu pour ses talents de tacticien et son efficacité dans les campagnes électorales, il est nommé dès le lendemain de l'élection d'Hatoyama à la tête du PDJ président délégué, rejoignant à ce poste Naoto Kan et Azuma Koshiishi, chargé tout spécialement d'organiser la stratégie du mouvement pour les élections.
Quoi qu'il en soit, ce changement de présidence permet au PDJ de se relancer (un sondage du Yomiuri Shinbun, pourtant favorable au parti au pouvoir, en juin 2009 fait l'emporter Yukio Hatoyama sur Tarō Asō, par 45 % contre 25 %, et donne le PDJ vainqueur avec 30 % d'intention de vote contre 25 % au PLD). Mais toutes les études montrent également une forte indécision au sein de l'électorat : un sondage du Mainichi Shinbun à la mi-juin également montre que la réponse « Aucun des noms proposés » arrive en tête de la question « Qui voulez-vous voir devenir Premier ministre », avec 45 % contre 30 % pour Yukio Hatoyama et 15 % pour Tarō Asō . Quelques jours seulement avant le scrutin, une enquête du Nikkei fait état de 24 % des personnes interrogées encore indécises quant au choix de leur candidat au vote uninominal majoritaire, et 17 % le sont au sujet du parti pour lequel ils voteront à la proportionnelle.
De plus, le PDJ peut souffrir de son inexpérience (il n'a jamais été au pouvoir) et de l'absence d'une idéologie politique unique et claire dans un mouvement comportant des tendances internes allant de la social-démocratie au conservatisme libéral modéré. Le PLD fait d'ailleurs largement campagne sur ces thèmes et tente de discréditer son adversaire pour se montrer comme le seul apte à gouverner, malgré les critiques dont il fait l'objet dans l'opinion publique. Cette stratégie de la majorité semble confortée par certains analystes politiques qui critiquent aprement le programme économique et social démocrate, qu'ils jugent difficilement finançable, estimant les propositions du parti de trouver les fonds nécessaires en luttant contre les « gaspillages » (représentés selon lui par un certain nombre de contrats de travaux publics et projets lancés par la majorité sortante) et contre la bureaucratie. En effet, le PDJ fait campagne sur le thème de la relance par la consommation et annonce ainsi un certain nombre de promesses ambitieuses comme l'augmentation des allocations à l'enfance et du salaire minimum, la suppression des péages autoroutiers, des taxes sur le gazole ainsi que de l'intérim et des CDD dans l'industrie, l'unification du système de retraite et la création d'une pension minimum garantie d'au moins 70 000 yens par mois ou d'une aide pour les demandeurs d'emploi en cours de formation,. Et, malgré sa position de favori, les électeurs eux-mêmes ne semblent pas faire pleinement confiance à la capacité des démocrates à pouvoir réaliser la totalité de leurs annonces, un sondage de l’Asahi Shinbun à la veille de l'élection parlant de 83 % des personnes interrogées ne le pensant pas.
Malgré ces difficultés, le PDJ semble jour à jour de plus en plus sûr d'emporter la victoire et mène une campagne de terrain active orchestrée par Ichirō Ozawa. Celui-ci a notamment organisé le recrutement de jeunes candidats issus de la société civile et ayant en commun un certain charisme et un parcours exemplaire dans le monde associatif, culturel ou médiatique, et parmi eux de nombreuses femmes baptisées par les médias les « Ozawa Girl » (小沢ガールズ, Ozawa gaaruzu), afin de les présenter dans des circonscriptions clés face à des poids lourds de l'autre camp, pendants des « Assassins » (刺客, Shikaku) mis en avant par Jun'ichirō Koizumi et le PLD en 2005.

### Campagne officielle
La dissolution de la Chambre des représentants est officiellement annoncée par Tarō Asō le 21 juillet. Le 8 août, l'ancien ministre libéral-démocrate Yoshimi Watanabe provoque une scission et annonce la création d'un nouveau parti, baptisé « Votre parti ».
La campagne officielle a débuté le 18 août 2009. Selon un sondage effectué le 22 août par le quotidien Yomiuri Shimbun, le PDJ serait crédité d'environ 40 % des intentions de vote, contre 24 % au PLD. Le PDJ ne disposant que d'une majorité relative de sièges à la Chambre des conseillers, la chambre haute du Parlement, son président Yukio Hatoyama a d'ores et déjà déclaré qu'il chercherait à former un gouvernement de coalition avec le Parti social-démocrate et le Nouveau parti du peuple, petites formations de centre gauche également membres de l'opposition.
| Parti                                         | Président (Circonscription)                                         | Image        | Slogan | Nb de sièges avant dissolution | Nb de Candidats (Nb de Candidates) | Nb de Candidats par type d'élection | Nb de Candidats par type d'élection | Nb de Candidats par type d'élection |
| Parti                                         | Président (Circonscription)                                         | Image        | Slogan | Nb de sièges avant dissolution | Nb de Candidats (Nb de Candidates) | Majoritaire uninominal              | Proportionnelle (total)             | Proportionnelle uniquement          |
| --------------------------------------------- | ------------------------------------------------------------------- | ------------ | --- | ------------------------------ | ---------------------------------- | ----------------------------------- | ----------------------------------- | ----------------------------------- |
| Parti libéral-démocrate                       | Tarō Asō Fukuoka (2e)                                               |              | « Défendre le Japon, la force de la responsabilité » 日本を守る、責任力 Nihon o mamoru, Sekinin-ryoku                            | 300                            | 326 (27)                           | 289                                 | 306                                 | 37                                  |
| Nouveau Kōmeitō                               | Akihiro Ōta Tōkyō (12e)                                             |              | « Protéger la vie jusqu'au bout » 生活を守り抜く。 Seikatsu o mamori nuku                                                        | 31                             | 51 (4)                             | 8                                   | 43                                  | 43                                  |
| Club Kaikaku                                  | Hideo Watanabe (Non cand., Conseiller) Shingo Nishimura (17e Ōsaka) |              | « Conservateurs qui réforment » 改革する保守 Kaikaku suru hoshu                                                                  | 1                              | 1 (0)                              | 1                                   | 1                                   | 0                                   |
|                                               |                                                                     |              | |                                |                                    |                                     |                                     |                                     |
| Parti démocrate du Japon                      | Yukio Hatoyama Hokkaidō (9e)                                        |              | « Changement de régime. La vie des citoyens en premier » 政権交代。国民の生活が第一 Seiken kōtai. Kokumin no seikatsu ga daiichi | 115                            | 330 (46)                           | 271                                 | 327                                 | 59                                  |
| Parti social-démocrate                        | Mizuho Fukushima Non cand. (Conseillère)                            |              | « Reconstruction du style de vie » 生活再建 Seikatsu saiken                                                                      | 7                              | 37 (12)                            | 31                                  | 37                                  | 6                                   |
| Nouveau parti du peuple                       | Tamisuke Watanuki Hoku-Shinetsu (Prop.)                             |              | « Brille, Japon ! » 輝け日本! Kagayake Nihon                                                                                     | 4                              | 18 (1)                             | 9                                   | 18                                  | 9                                   |
|                                               |                                                                     |              | |                                |                                    |                                     |                                     |                                     |
| Parti communiste japonais                     | Kazuo Shii Sud Kantō (Prop.)                                        |              | « Un nouveau Japon avec “le peuple comme héros” » 「国民が主人公」の新しい日本を "Kokumin ga shujinkō" no atarashii Nihon o      | 9                              | 171 (52)                           | 152                                 | 79                                  | 19                                  |
|                                               |                                                                     |              | |                                |                                    |                                     |                                     |                                     |
| Nouveau parti Nippon                          | Yasuo Tanaka Hyōgo (8e)                                             |              | « Déclaration pour un "Changement d'État" au Japon » 日本『改国』宣言 Nihon "Kaikoku" Sengen                                     | 0                              | 8 (0)                              | 2                                   | 8                                   | 6                                   |
| Votre Parti                                   | Yoshimi Watanabe Tochigi (3e)                                       |              | | 4                              | 15 (3)                             | 14                                  | 14                                  | 1                                   |
| Nouveau parti Daichi                          | Muneo Suzuki Hokkaidō (Prop.)                                       |              | | 1                              | 4 (1)                              | 0                                   | 4                                   | 4                                   |
|                                               |                                                                     |              | |                                |                                    |                                     |                                     |                                     |
| Parti de la Réalisation de la Joie            | Ryūhō Ōkawa Kinki (Prop.)                                           |              | « Nouveau choix » 新しい選択 Atarashii sentaku                                                                                   | 0                              | 337 (75)                           | 288                                 | 49                                  | 49                                  |
| Nouveau Parti de l'Essence                    | Hidemitsu Sano Hokkaidō (Prop.)                                     |              | | 0                              | 2 (1)                              | 0                                   | 2                                   | 2                                   |
| Parti de la Communauté économique mondiale    | Mitsuo Matayoshi Tōkyō (1er)                                        |              | | 0                              | 1 (0)                              | 1                                   | 0                                   | 0                                   |
| Nouveau Parti du Club de la gratuité routière | Hidenori Wagō Tōkyō (11e)                                           |              | | 0                              | 1 (0)                              | 1                                   | 0                                   | 0                                   |
| Parti du Japon souriant                       | Mac Akasaka Tōkyō (1er)                                             |              | | 0                              | 1 (0)                              | 1                                   | 0                                   | 0                                   |
| Parti de la Forêt et de la Mer                | Kiyotomi Nagatomo Kumamoto (5e)                                     |              | | 0                              | 1 (0)                              | 1                                   | 0                                   | 0                                   |
|                                               |                                                                     |              | |                                |                                    |                                     |                                     |                                     |
| Indépendants                                  | Indépendants                                                        | Indépendants | Indépendants | 7                              | 70 (9)                             | 70                                  | -                                   | -                                   |
| Total                                         | Total                                                               | Total        | Total | 478                            | 1 374 (229)                        | 1 139                               | 888                                 | 235                                 |

## Système électoral

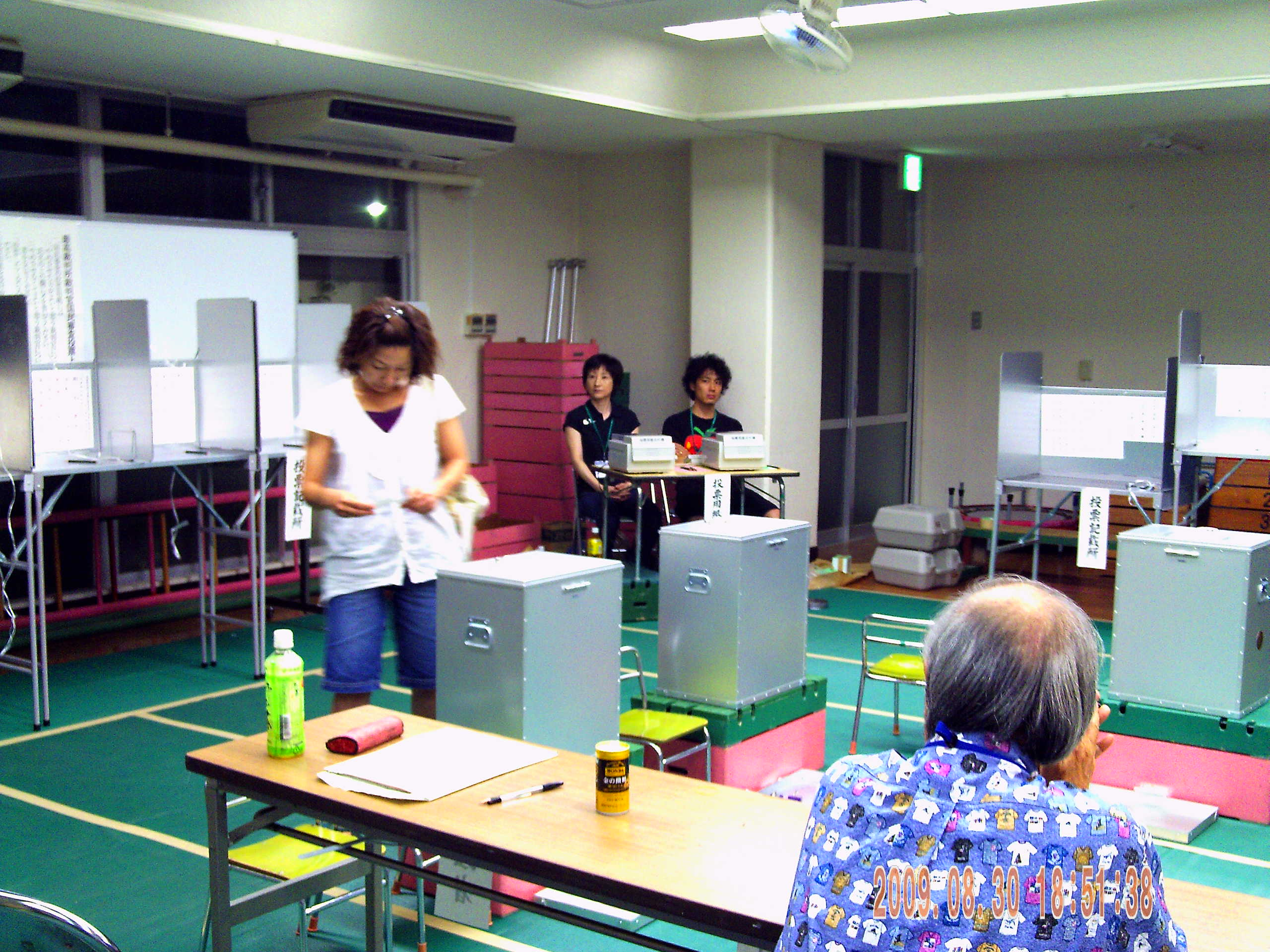
Bureau de vote à Higashiōsaka, préfecture d'Ōsaka

Les députés japonais sont élus pour quatre ans au suffrage universel direct via un système mixte parallèle déséquilibré. 300 députés sont élus au scrutin uninominal majoritaire à un tour dans des circonscriptions (ou districts électoraux) divisant les préfectures du Japon (allant de deux circonscriptions pour les préfectures de Tottori et de Shimane, à 25 pour Tōkyō), et les 180 restant le sont à la représentation proportionnelle dans le cadre de onze grandes circonscriptions régionales. Tout Japonais de plus de 20 ans et jouissant de ses droits civiques peut participer au vote. L'âge minimum pour se porter candidat est de 25 ans.
Les deux modes de répartition des sièges font l'objet d'un vote séparé : les électeurs votent en même temps pour un candidat au scrutin majoritaire et pour une liste de candidat au scrutin proportionnel. Un même candidat peut se présenter aux deux types d'élections. Les bureaux de vote ont été ouverts le 30 août 2009 de 7h à 20h.

## Résultats
| Coalition et partis                                                      | Coalition et partis                                                      | Élections par circonscriptions | Élections par circonscriptions | Élections par circonscriptions | Élections par circonscriptions | Élections par circonscriptions | Élections proportionnelles | Élections proportionnelles | Élections proportionnelles | Élections proportionnelles | Élections proportionnelles | Total des sièges | +/-            | +/-                        |
| ------------------------------------------------------------------------ | ------------------------------------------------------------------------ | ------------------------------ | ------------------------------ | ------------------------------ | ------------------------------ | ------------------------------ | -------------------------- | -------------------------- | -------------------------- | -------------------------- | -------------------------- | ---------------- | -------------- | -------------------------- |
| Coalition et partis                                                      | Coalition et partis                                                      | Voix                           | %                              | +/-                            | Sièges                         | +/-                            | Voix                       | %                          | +/-                        | Sièges                     | +/-                        | Total des sièges | Rapport à 2005 | Par rapport à Ch. sortante |
|                                                                          | Parti démocrate du Japon (PDJ) 民主党 Minshutō                           | 33.475.334,854                 | 47,43                          | +10,99                         | 221                            | +169                           | 29.844.799                 | 42,41                      | +11,39                     | 87                         | +26                        | 308              | +195           | +193                       |
|                                                                          | Parti social-démocrate (PSD) 社会民主党 Shakai Minshutō                  | 1.376.739                      | 1,94                           | +0,48                          | 3                              | +2                             | 3.006.160                  | 4,27                       | -1,22                      | 4                          | -2                         | 7                | 0              | 0                          |
|                                                                          | Nouveau parti du peuple (NPP) 国民新党 Kokumin Shintō                    | 730.570                        | 1,04                           | +0,4                           | 3                              | +1                             | 1.219.767                  | 1,73                       | -0,01                      | 0                          | -2                         | 3                | -1             | -1                         |
|                                                                          | Votre Parti (VP) みんなの党 Minna no Tō                                  | 615.244                        | 0,87                           | +0,87                          | 2                              | +2                             | 3.005.199                  | 4,27                       | +4,27                      | 3                          | +3                         | 5                | +5             | +1                         |
|                                                                          | Nouveau parti Nippon (NPN) 新党日本 Shintō Nippon                        | 220.223                        | 0,31                           | +0,11                          | 1                              | +1                             | 528.171                    | 0,75                       | -1,67                      | 0                          | -1                         | 1                | 0              | +1                         |
|                                                                          | Nouveau parti Daichi (NPD) 新党大地 Shintō Daichi                        | -                              | -                              | -                              | -                              | -                              | 433.122                    | 0,62                       | -0,02                      | 1                          | 0                          | 1                | 0              | 0                          |
|                                                                          | Opposition sortante de centre-gauche                                     | 36.418.110,854                 | 51,6                           | +12,84                         | 230                            | +175                           | 38.037.218                 | 54,05                      | +12,75                     | 95                         | +22                        | 325              | +199           | +194                       |
|                                                                          |                                                                          |                                |                                |                                |                                |                                |                            |                            |                            |                            |                            |                  |                |                            |
|                                                                          | Parti libéral démocrate (PLD) 自由民主党 Jiyū Minshutō                   | 27.301.982,074                 | 38,68                          | -9,09                          | 64                             | -155                           | 18.810.217                 | 26,73                      | -11,45                     | 55                         | -22                        | 119              | -177           | -181                       |
|                                                                          | Nouveau Komeitō (NK) 公明党 Kōmeitō                                      | 782.984                        | 1,11                           | -0,33                          | 0                              | -8                             | 8.054.007                  | 11,45                      | -1,8                       | 21                         | -2                         | 21               | -10            | -10                        |
|                                                                          | Club Kaikaku (CK) 改革クラブ Kaikaku Kurabu                              | 36.650                         | 0,05                           | +0,05                          | 0                              | 0                              | 58.141                     | 0,08                       | +0,08                      | 0                          | 0                          | 0                | 0              | -1                         |
|                                                                          | Majorité sortante de centre-droit                                        | 28.084.966,074                 | 39,84                          | -9,38                          | 64                             | -163                           | 26.864.224                 | 38,26                      | -13,17                     | 76                         | -24                        | 140              | -187           | -192                       |
|                                                                          |                                                                          |                                |                                |                                |                                |                                |                            |                            |                            |                            |                            |                  |                |                            |
|                                                                          | Parti communiste japonais (PCJ) 日本共産党 Nihon Kyōsantō                | 2.978.354,131                  | 4,22                           | -3,03                          | 0                              | 0                              | 4.943.886                  | 7,03                       | -0,23                      | 9                          | 0                          | 9                | 0              | 0                          |
|                                                                          |                                                                          |                                |                                |                                |                                |                                |                            |                            |                            |                            |                            |                  |                |                            |
|                                                                          | Indépendants et autres                                                   | 3.063.598,876                  | 4,34                           | -0,42                          | 6                              | -12                            | 466.786                    | 0,66                       | +0,66                      | 0                          | 0                          | 6                | -12            | 0                          |
|                                                                          |                                                                          |                                |                                |                                |                                |                                |                            |                            |                            |                            |                            |                  |                |                            |
| Total (participation vote majoritaire 69,28 %) (proportionnelle 69,27 %) | Total (participation vote majoritaire 69,28 %) (proportionnelle 69,27 %) | 70.581.679,935                 | 100,0                          |                                | 300                            |                                | 70.370.255                 | 100,0                      |                            | 180                        |                            | 480              |                | +2 (Vacances)              |